# بويقة مغراء
بويقة مغراء (الاسم العلمي: Boiga ochracea) (بالإنجليزية: Tawny Cat Snake)‏ هي نوع من الزواحف تتبع جنس البويقة من فصيلة الأحناش.